# Philippe Dodrimont
Philippe Dodrimont (Aywaille, 1 juni 1964) is een Belgisch voormalig politicus voor de liberale MR.

## Levensloop
Uitvoerder van opleiding, was Dodrimont van 1985 tot 1988 parlementair secretaris van Joseph Remacle Bonmariage. Vervolgens was hij van 1988 tot 1993 bediende op het ministerie van Justitie en van 1993 tot 1995 medewerker voor de provincie Luik. Daarna was hij van 1995 tot 1998 werkzaam voor de elektriciteitsmaatschappij Association liégeoise d'Électricité.
Dodrimont was lid van verschillende liberale jeugdorganisaties en werd in december 1987 namens de toenmalige PRL verkozen tot provincieraadslid van Luik. Hij werd regelmatig herkozen en vervulde het mandaat tot in 2009. Van 1997 tot 2009 was hij er fractievoorzitter van de PRL en later de MR. Sinds 2004 is Dodrimont tevens voorzitter van de MR-federatie van het arrondissement Luik als opvolger van Didier Reynders.
In 1988 werd Dodrimont tevens actief in de lokale politiek in Aywaille. Sinds januari 1989 is hij gemeenteraadslid van de gemeente. Zijn populariteit in Aywaille groeide snel en in januari 1993 werd hij schepen onder burgemeester en zijn vroegere werkgever Joseph Remacle Bonmariage. Hij was bevoegd voor toerisme, leefmilieu, ruimtelijke ordening, stedenbouw en handel en zette in op de ontwikkeling van belangrijke sportieve activiteiten in de gemeente zoals mountainbike en tafeltennis voor vrouwen. In februari 2003 volgde Dodrimont Bonmariage op als burgemeester van Aywaille. Hij vervulde de functie tot in december 2018, zij het vanaf 2014 titelvoerend door het decumuldecreet dat het Waals Parlement had aangenomen.
Dodrimont was verschillende keren kandidaat bij parlementsverkiezingen en werd bij de Waalse verkiezingen van juni 2009 voor het eerst verkozen. Sindsdien zetelt hij in het Waals Parlement en het Parlement van de Franse Gemeenschap. Als parlementslid ging hij zich voornamelijk bekommeren over lokale en regionale dossiers, alsook thema's als dierenwelzijn, openbaar vervoer en mobiliteit. In het Waals Parlement was hij van 2009 tot 2014 lid van de commissies Gezondheid, Sociale Actie en Gelijke Kansen en Leefmilieu, Ruimtelijke Ordening en Mobiliteit, van 2014 tot 2017 voorzitter van de commissie Economie en Innovatie en ondervoorzitter van de commissie Leefmilieu, Ruimtelijke Ordening en Transport en van 2017 tot 2019 voorzitter van de commissie Economie, Werk en Opleiding en lid van de commissie Leefmilieu, Ruimtelijke Ordening en Openbare Werken. Van 2019 tot 2024 was hij er lid van de commissie Economie, Ruimtelijke Ordening en Landbouw en sinds 2024 zetelt hij als secretaris in het Bureau van het Waals Parlement. 
In het Parlement van de Franse Gemeenschap werd Dodrimont van 2009 tot 2014 lid van de commissie Financiën, Comptabiliteit, Begroting en Sport en van 2014 tot 2016 lid van de commissie Sport. Van 2016 tot 2017 zetelde hij in de commissie Begroting, Openbaar Ambt en Administratieve Vereenvoudiging, van 2016 tot 2019 in de commissie Jeugdhulp, Justitiehuizen, Sport en Promotie van Brussel en van 2019 tot 2023 in de commissie Hoger Onderwijs, Onderwijs voor Sociale Promotie, Onderzoek, Universitaire Ziekenhuizen, Sport, Jeugd, Jeugdhulp, Justitiehuizen en Promotie van Brussel. Van 2019 tot 2024 was hij eveneens secretaris en van juni tot juli 2024 vicevoorzitter van deze assemblee. 
Bovendien zetelt Dodrimont sinds december 2018 als deelstaatsenator in de Senaat.
In 2014 volgde hij Jean-Marie Séverin als voorzitter van het Rijksinstituut voor de Sociale Verzekeringen der Zelfstandigen op.
Hij is voorzitter van voetbalclub Aywaille FC.